# 4e étape du Tour d'Italie 2010
Pour un article plus général, voir Tour d'Italie 2010.
La 4e étape du Tour d'Italie 2010 s'est déroulée le mercredi 12 mai 2010 au lendemain de la première journée de repos. Cette première étape de ce Giro sur le sol italien consistait en un contre-la-montre par équipes entre Savillan et Coni sur 32,5 kilomètres. C'est l'équipe Liquigas-Doimo qui remporte cette étape et permet à l'Italien Vincenzo Nibali d'endosser le maillot rose de leader.

## Profil de l'étape
Cette étape, assez courte (32,5 km) pour un contre-la-montre, et constitué d'un long faux plat montant. Le dénivelé de 200 mètres, inhabituel pour un contre-la-montre par équipes, peut permettre de créer des écarts plus importants.

## La course
La quatrième équipe à prendre le départ, l'équipe BMC Racing de Cadel Evans réalise le premier temps de référence de ce contre-la-montre. Elle améliore le temps des autres équipes de près d'une minute. Leur temps de 37 min 58 s restera celui de référence durant une heure. La première équipe à battre le temps de l'équipe BMC est l'équipe Team Katusha de Vladimir Karpets, qui réalise un temps de 37 min 04 s. Ce temps lui permettra de prendre la quatrième place au classement général à la fin de la journée. L'équipe britannique Team Sky partie juste après Katusha va finalement prendre la première place avec un temps de 36 min 50 s. Omega Pharma-Lotto et Cervélo TestTeam limitent les écarts avec respectivement un temps de 37 min 23 s et 37 min 15 s. Puis c'est l'équipe Garmin-Transitions qui s'élance. L'équipe américaine, privée de son leader Christian Vande Velde qui s'est fracturé la clavicule lors de la troisième étape, réalise finalement le huitième temps en 37 min 26 s.
Les quatre dernières équipes restant à s'élancer sont alors dans l'ordre Liquigas-Doimo, Team HTC-Columbia, Team Saxo Bank et Astana qui compte dans son équipe le maillot rose Alexandre Vinokourov. Liquigas-Doimo, première des quatre à franchir la ligne d'arrivée bat le temps de l'équipe Team Sky en 36 min 37 s pour finalement remporter l'étape. Team HTC-Columbia et Team Saxo Bank ne font pas mieux, ce qui signifie que Vincenzo Nibali est en passe de devenir le nouveau leader de la course, en attendant l'actuel leader, Vinokourov, et son équipe Astana. L'équipe kazakhe qui perd Alexsandr Dyachenko, Valentin Iglinskiy et Enrico Gasparotto rapidement, dispute l'essentiel des 32 kilomètres à six coureurs. À trois kilomètres de l'arrivée Roman Kireyev tombe puis c'est au tour de Gorazd Štangelj d'être en difficulté. Il perd à plusieurs reprises le rythme dans les derniers kilomètre, ce qui oblige ses quatre coéquipiers à l'attendre. L'équipe est finalement battue de 38 secondes et laisse Nibali devenir le nouveau leader de la course.

## Classement de l'étape
|    | Équipe             | Pays        |    | Temps       |
| -- | ------------------ | ----------- | -- | ----------- |
| 1  | Liquigas-Doimo     | Italie      | en | 36 min 37 s |
| 2  | Team Sky           | Royaume-Uni | +  | 13 s        |
| 3  | Team HTC-Columbia  | États-Unis  |    | 21 s        |
| 4  | Team Katusha       | Russie      |    | 27 s        |
| 5  | Astana             | Kazakhstan  |    | 38 s        |
| 6  | Cervélo TestTeam   | Suisse      |    | 38 s        |
| 7  | Omega Pharma-Lotto | Belgique    |    | 46 s        |
| 8  | Garmin-Transitions | États-Unis  |    | 49 s        |
| 9  | Team Saxo Bank     | Danemark    |    | 50 s        |
| 10 | Team Milram        | Allemagne   |    | 57 s        |

## Classement général
|    | Coureur              | Pays        | Équipe             |    | Temps            |
| -- | -------------------- | ----------- | ------------------ | -- | ---------------- |
| 1  | Vincenzo Nibali      | Italie      | Liquigas-Doimo     | en | 10 h 44 min 00 s |
| 2  | Ivan Basso           | Italie      | Liquigas-Doimo     | +  | 13 s             |
| 3  | Valerio Agnoli       | Italie      | Liquigas-Doimo     |    | 20 s             |
| 4  | André Greipel        | Allemagne   | Team HTC-Columbia  |    | 26 s             |
| 5  | Matthew Goss         | Australie   | Team HTC-Columbia  |    | 26 s             |
| 6  | Alexandre Vinokourov | Kazakhstan  | Astana             |    | 33 s             |
| 7  | Vladimir Karpets     | Russie      | Team Katusha       |    | 39 s             |
| 8  | Richie Porte         | Australie   | Team Saxo Bank     |    | 45 s             |
| 9  | David Millar         | Royaume-Uni | Garmin-Transitions |    | 45 s             |
| 10 | Paolo Tiralongo      | Italie      | Astana             |    | 59 s             |

## Abandon
Aucun abandon